# Donghai
För andra betydelser, se Donghai (olika betydelser).
Donghai, tidigare romaniserat Tunghai, är ett härad som lyder under Lianyungangs stad på prefekturnivå i Jiangsu-provinsen i östra Kina. Det ligger omkring 280 kilometer norr om provinshuvudstaden Nanjing.